# Chiesa di San Bartolomeo (Parma, Mariano)
La chiesa di San Bartolomeo è un luogo di culto cattolico dalle forme neoclassiche, situato in via Angelo Braga 53 a Mariano, frazione di Parma, in provincia e diocesi di Parma; è sede di una parrocchia compresa nella zona pastorale della città.

## Storia
Il luogo di culto originario fu edificato in epoca medievale sulla sponda destra del canale Maggiore; la più antica testimonianza della sua esistenza risale al 1230, quando la Capelle de Marliano fu citata nel Capitulum seu Rotulus Decimarum della diocesi di Parma tra le dipendenze della pieve di Porporano.
La giurisdizione sulla chiesa passò in seguito direttamente ai vescovi di Parma, come indicato nell'Estimo diocesano del 1354. Nel 
1494 fu citata per la prima volta l'intitolazione a san Bartolomeo apostolo dell'edificio, che successivamente fu posto alle dipendenze dei canonici del Capitolo della Cattedrale di Parma, come testimoniato dal Regesto del 1520.
Nel 1546 l'antico tempio fu raso al suolo conseguentemente alla "tagliata", che, sancita dal duca di Parma Pier Luigi Farnese, comportò la demolizione di tutti gli edifici posti negli immediati dintorni delle mura della città per motivi difensivi.
Il luogo di culto fu in seguito ricostruito sulla riva sinistra del canale Maggiore e nel corso del XVIII secolo fu modificato e ampliato.
Nel 1876 il tempio fu profondamente ristrutturato in stile neoclassico, sopraelevando la navata, sostituendo le coperture e costruendo una nuova facciata e il campanile.
Il 23 dicembre 2008 una forte scossa sismica causò il crollo di parte della volta a botte dell'aula; l'anno seguente furono eseguiti i lavori di restauro degli interni, che comportarono la ricostruzione del cannucciato di copertura.

## Descrizione

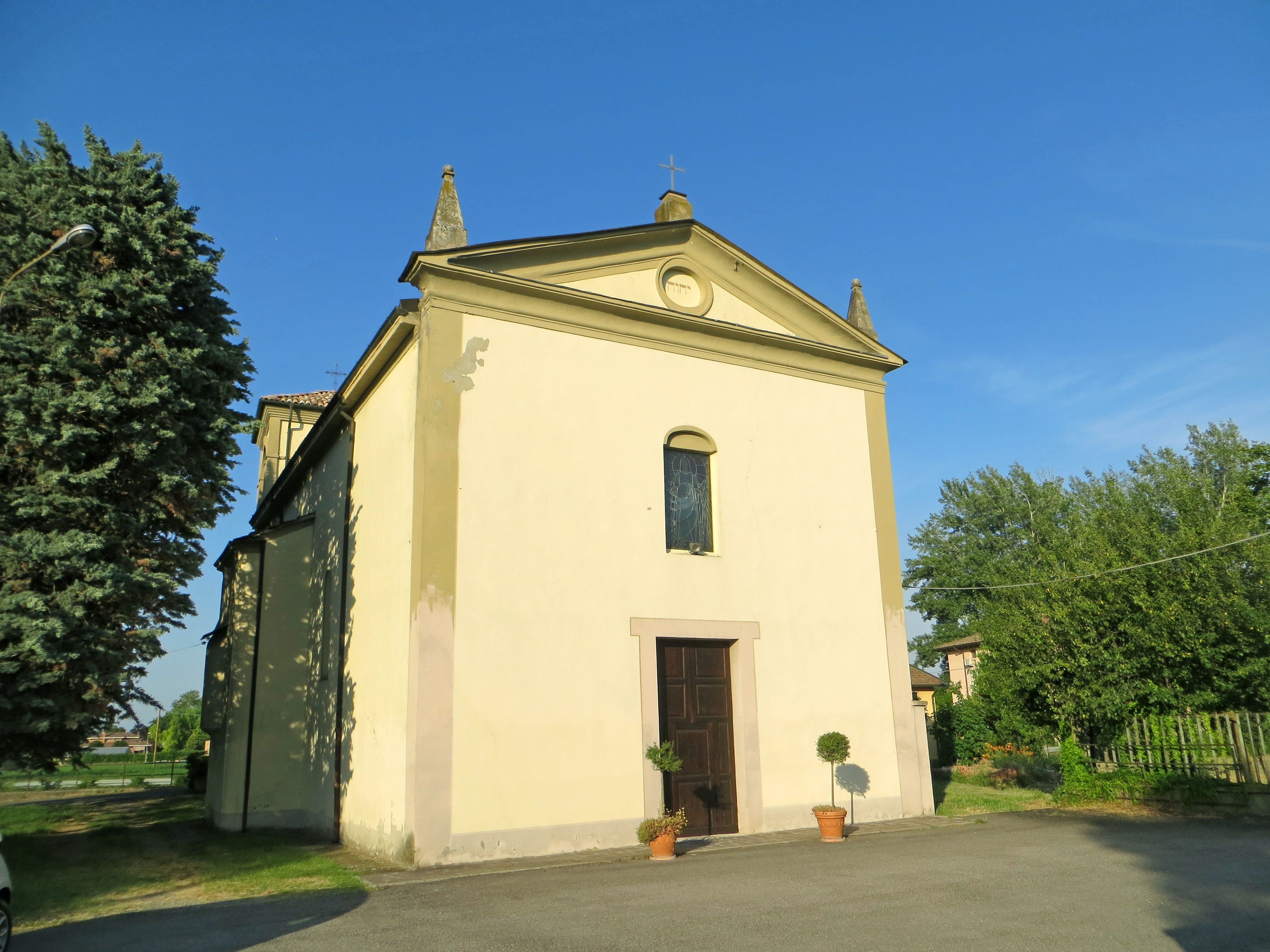
Facciata e lato nord

La chiesa si sviluppa su un impianto a navata unica affiancata da una cappella per lato, con ingresso a ovest e presbiterio a est.
La simmetrica facciata a capanna, interamente intonacata come il resto dell'edificio, è delimitata da due lesene alle estremità; al centro è collocato l'ampio portale d'ingresso, inquadrato da una cornice architravata; più in alto si apre una finestra strombata sormontata da una lunetta; in sommità si staglia un frontone triangolare con cornice modanata in rilievo, contenente un oculo cieco; a coronamento si elevano due guglie piramidali alle estremità e una croce nel mezzo.
I fianchi sono illuminati da monofore ad arco a tutto sesto; al termine del lato sinistro si erge su una base quadrata il massiccio campanile, accessibile dall'esterno attraverso un portale d'ingresso incorniciato; la cella campanaria si affaccia sulle quattro fronti attraverso ampie monofore ad arco a tutto sesto, delimitate da cornici e lesene alle estremità.
All'interno la navata, coperta da una volta a botte a sesto ribassato in cannucciato a vista, è affiancata dalle ampie arcate a tutto sesto delle cappelle laterali, delimitate da lesene doriche; ai lati e in controfacciata si aprono cinque monofore, chiuse dal 2013 da vetrate raffiguranti i quattro elementi e Miryàm madre di Yeshùa.
Il presbiterio, lievemente sopraelevato, è preceduto dall'arco trionfale a tutto sesto; l'ambiente, chiuso superiormente da una volta a botte, accoglie l'altare maggiore marmoreo a mensa, con paliotto decorato con un altorilievo in terracotta rappresentante la Lavanda dei piedi, opera dello scultore Fausto Beretti; nei pressi sono collocati anche un leggio del 2015 in terracotta, dipinta con la raffigurazione di Sofia, e la cattedra del 2017 in marmo e legno; ai lati sono appese le antiche tele rappresentanti la Deposizione e la Madonna col Bambino, mentre sul fondo si staglia la pala settecentesca raffigurante San Bartolomeo, realizzata da Giovanni Bolla.
La chiesa conserva alcune opere di pregio, tra cui un olio riproducente l'Annunciazione, risalente agli inizi del XVII secolo, uno stendardo settecentesco raffigurante la Madonna del Rosario e san Bartolomeo e un altare del 1735 circa con ancona seicentesca.